# Eudicella quadrimaculata
Eudicella quadrimaculata es una especie de escarabajo coprófago del género Eudicella, subfamilia, Scarabaeinae, orden Coleoptera. Fue descrita por Fabricius en 1781.

## Distribución
Especie originaria de la región afrotropical. Se distribuye por Camerún, República Centroafricana, República Democrática del Congo, Ghana, Guinea, Costa de Marfil, Zimbabue, Angola, Liberia y Mozambique.

## Sinonimia
- Cetonia quadrimaculata Fabricius, 1781.[3]
- Coelorrhina quadrimaculata (Fabricius, 1781).[3]
- Coelorrhina peuvrieri Bourgoin, 1914.[3]
- Coelorrhina pythia Kolbe, 1899.[3]
- Eudicella pythia (Kolbe, 1899).[3]